# Fondazione ch per la collaborazione confederale

Logo della fondazione

La Fondazione ch per la collaborazione confederale (anche nota semplicemente come Fondazione ch; in tedesco Ch Stiftung für eidgenössische Zusammenarbeit, in francese Fondation ch pour la collaboration confédérale, in romancio Fondaziun per la collavuraziun federala) è una fondazione di diritto privato istituita nel 1967 e finanziata dai 26 Cantoni svizzeri. Ciascun Cantone è rappresentato nel Consiglio di fondazione da un membro dell’esecutivo. Lo scopo della Fondazione ch è di promuovere la cooperazione tra i Cantoni e con la Confederazione e rafforzare il federalismo, la comprensione e la coesione nazionale. Gli uffici si trovano nella Casa dei Cantoni a Berna.

## Compiti e ambiti di attività
Compiti e ambiti di attività della Fondazione ch
- Collana ch: progetto volto a gettare ponti tra le comunità linguistiche e a promuovere la diversità linguistica e culturale della Svizzera. Dal 1974 la Collana ch sostiene la traduzione di opere letterarie nelle lingue nazionali versando contributi ai costi di stampa e favorendo lo scambio culturale tra le regioni linguistiche. Ogni anno, da cinque a otto opere di autori svizzeri sono tradotte e pubblicate in un'altra lingua nazionale. Nell’ambito della Collana ch, la Fondazione ch organizza ogni due anni il festival di traduzione e letteratura «aller-retour» e sostiene l’organizzazione di incontri tra allievi e autori svizzeri e i loro traduttori.
- Promozione e sviluppo del federalismo: attraverso un’attività di monitoraggio la Fondazione ch segue l’evoluzione del federalismo in Svizzera e propone misure per rafforzarlo.
- Premio per il federalismo: dal 2014 la Fondazione ch premia ogni anno una persona o un’organizzazione che si distingue per il suo impegno a favore del federalismo svizzero. Il premio è già stato conferito per esempio all’ex consigliere federale Arnold Koller, all’artista Emil Steinberger[1], alla specialista di diritto costituzionale Eva Maria Belser e al Circo Knie[2].
- Servizi nell’ambito della cooperazione tra i Cantoni e con la Confederazione: dal 1993 la Fondazione ch gestisce su base di mandato la segreteria della Conferenza dei governi cantonali (CdC). Gli ambiti di attività della CdC comprendono:
  - la ripartizione dei compiti tra la Confederazione e i Cantoni
  - il processo decisionale e rappresentanza degli interessi nei confronti della Confederazione
  - l’esecuzione dei compiti di competenza federale da parte dei Cantoni
  - la politica estera ed europea.

- Seminari di formazione per i membri dei governi cantonali.

Fino al 2016 la Fondazione ch ha gestito, su incarico della Confederazione, numerosi programmi di scambio nel settore dell’istruzione, della formazione e dell’animazione giovanile extrascolastica in Svizzera, in Europa e a livello internazionale. Nel 2017 questi programmi sono stati trasferiti alla nuova agenzia nazionale Movetia. La Fondazione ch continua a proporre il programma di stage Primo Impiego che, nell’intento di lottare contro la disoccupazione giovanile, offre a giovani diplomati di tutti i settori e professioni possibilità di stage in imprese basate in un’altra regione linguistica del Paese.
La Fondazione ch è presieduta dal 2022 dalla consigliera di Stato neocastellana Florence Nater, (prima da Pascal Broulis, consigliere di Stato del Cantone di Vaud), ed è diretta da Roland Mayer.